# Ranorythus violettae
Ranorythus violettae är en dagsländeart som beskrevs av Oliarinony och Elouard 1997. Ranorythus violettae ingår i släktet Ranorythus och familjen Tricorythidae. Inga underarter finns listade i Catalogue of Life.